# Йоцукайдо

35°40′12″ пн. ш. 140°10′6″ сх. д. / 35.67000° пн. ш. 140.16833° сх. д.
Йоцукайдо́ (яп. 四街道市, よつかいどうし, МФА: [jot͡sukai̯doː ɕi̥]) — місто в Японії, в префектурі Тіба.

## Короткі відомості
Розташоване в північній частині префектури, на території Сімоського плато. Виникло на основі декількох сільських поселень раннього нового часу, що знаходилися на перехресті чотирьох (йоцу) транспортних шляхів (кайдо) — Онарі, Тібського, Нарітського і Сакурського. Основою економіки є сільське господарство, вирощування овочів та арахісу], комерція. Станом на 1 жовтня 2008 площа міста становила 34,70 км². Станом на 1 січня 2009 населення міста становило 86 298 осіб.